# Тылтынь, Мария Юрьевна
Мария Юрьевна Тылтынь (урождённая — Мария-Эмма Шуль) (латыш. Marija Tiltiňa; 5 апреля 1896, Добеле, Лифляндская губерния, Российская империя — 15 декабря 1943, Освенцим) — советская разведчица.

## Биография
Латышского происхождения. Из крестьян. Окончила гимназию. В РККА с 1919 году, в том же году вступила в РКП(б).
Работала сотрудницей ВЧК, заведующей регистрацией Иностранного контроля, секретной сотрудницей, уполномоченная Особого отдела Украинской ЧК в Киеве (март — октябрь 1919), секретная сотрудница Особого отдела 12-й армии РККА (октябрь 1919 — декабрь 1920).
В 1920—1921 годах руководила сектором Регистрационного управления ПШ РВС Республики, в распоряжении Разведуправления штаба РККА — Разведуправления РККА. В 1921—1935 годах — «на зарубежной работе — 14 лет», работала в Германии, Чехословакии, Австрии и Румынии (апрель 1921 — август 1922), машинистка, шифровальщица полпредства СССР в Чехословакии (сентябрь 1922—1923). В 1923—1926 годах — помощник резидента во Франции, которым был её муж А. М. Тылтыньш. Использовала псевдонимы — Мария Успенская, Мария Луиза Мартин, Хэлли.
В 1926—1927 годах работала в Германии, в 1927—1930 годах — помощник резидента в США.
В июне 1930 — феврале 1931 года — начальник сектора 2-го отдела Разведуправления штаба РККА.
Нелегальный резидент во Франции и Финляндии под именем Мария Луиза Мартин (1931—1933). Старший лейтенант государственной безопасности (03.07.1936).
В октябре 1933 года была арестована в Финляндии в результате предательства вместе с возглавляемой ею группой (около 30 человек). Осуждена в апреле 1934 года на 8 лет лишения свободы.
В ноябре 1943 года по соглашению с нацистской Германией передана финскими властями в распоряжение Гестапо. Расстреляна в Освенциме в 1943 году.